# هیدروکسی‌زین
هیدروکسی زین (به انگلیسی: Hydroxyzine) دارویی از گروه آنتی‌هیستامینها است که جهت مواردی مانند خارش پوستی ناشی از حساسیت، بی‌خوابی، اضطراب، تهوع و استفراغ و بیماری حرکت مصرف می‌شود.
اثرات جانبی شایع هیدروکسی زین شامل سردرد، خواب‌آلودگی و خشکی دهان است. و عوارض جانبی جدی ممکن است شامل طولانی شدن QT باشد. هیدروکسی زین با مسدود کردن اثرات هیستامین عمل می‌کند. تماس با مادهٔ حساسیت زا، حساسیت‌های فصلی یا نیش حشرات می‌تواند در بدن انسان منجر به آزادشدن ماده ای شیمیایی به نام هیستامین گردد. آزادسازی هیستامین در بدن با بروز علائمی همچون لکه‌های قرمزپوستی همراه با خارش، عطسه، آبریزش بینی، التهاب گلو، قرمزی و خارش چشم‌ها و… همراه می‌باشد که هیدروکسی زین با مهارکردن اثر هیستامین، به کاهش علائم حساسیت خصوصاً خارش ناشی از آن کمک می‌کند.

## موارد مصرف
کاربرد اصلی هیدروکسی زین برای درمان خارش و آلرژی است. همچنین در درمان اضطراب و تنش عصبی، و اختلالات اضطرابی، به عنوان آرام بخش پیش از بیهوشی عمومی، کاهش عوارض قطع مصرف مواد مخدر و الکل، کنترل خارش‌های آلرژیک از جمله کهیر مزمن و کنترل تهوع نیز استفاده می‌گردد. یک بررسی سیستماتیک نشان داد که در مقایسه با سایر عوامل ضد اضطراب (بنزودیازپین‌ها و بوسپیرون)، هیدروکسی زین از نظر کارایی، مقبولیت و تحمل برابر دارد
یک مرور سیستماتیک عمده و متاآنالیز شبکه ای از داروهای درمان بی خوابی که در سال ۲۰۲۲ منتشر شد، شواهد اندکی از تأثیر هیدروکسی زین در درمان بی خوابی یافت. یک بررسی در سال ۲۰۲۳ نیز به این نتیجه رسید که هیدروکسی زین در القای شروع خواب در افراد مؤثر بوده اما در حفظ خواب هشت ساعته تأثیر اندکی دارد.

## مکانیسم اثر
هیدروکسی زین از آنتی هیستامین‌های نسل اول است ویک انتاگونیست قوی برای گیرنده اچ ۱ هیستامین است. اثر ضد اضطراب این دارو احتمالاً ناشی از اثر آن بر نواحی زیر قشری CNS است. اثر آرام‌بخش و خواب‌آوری و آنتیخارش آن نیز احتمالاً به دلیل خاصیت ضد هیستامینی است. اثر ضد استفراغ نیز احتمالاً به اثر ضد موسکارینی آن مربوط می‌شود.

## عوارض جانبی
مواردی مانند خواب آلودگی، عدم تعادل، آرام‌بخشی، سرگیجه و همچنین موارد دیگری مانند افت فشار خون، وزوز گوش و سردرد گزارش شده است. در هیدروکسی زین اثرات گوارشی نیز مشاهده شده و همین‌طور اثرات کمتر جدی‌ای مانند خشکی دهان و یبوست که ناشی از خواص ضد موسکارینی هیدروکسی زین می‌باشد دیده شده است.
در موارد نادری اثراتی بر سیستم عصبی مرکزی مانند توهم یا گیجی مشاهده شده است که بیشتر به دلیل مصرف بیش از حد بوده.
هیدروکسی زین در بسیاری از بیماران روانی دارای خواص ضد اضطراب و آرام بخش است. یک مطالعه نشان داد که این بیماران در اولین مصرف دارو سطوح بسیار بالایی از آرام‌بخشی ذهنی را گزارش کردند، اما سطح آرام‌بخشی گزارش‌شده به‌طور قابل‌توجهی در طی ۵ تا ۷ روز کاهش یافت. مطالعات دیگری نشان داده‌اند که هیدروکسی‌زین می‌تواند به‌عنوان یک خواب‌آور حاد عمل کند و مدت زمان خواب را افزایش دهد. استفاده از داروهای آرام‌بخش در کنار هیدروکسی‌زین در صورت تجویز در دوزهای بالا می‌تواند باعث بی‌خوابی و منگی شود و هر نوع درمان با هیدروکسی‌زین در کنار آرام‌بخش‌ها باید تحت نظر پزشک انجام شود.
عوارض جانبی جدی ممکن است شامل طولانی شدن QT باشد.
به دلیل احتمال بروز عوارض جانبی شدیدتر، این دارو در لیستی است که باید در افراد مسن از آن اجتناب شود.

## موارد منع مصرف
هیدروکسی زین از تزریق زیرجلدی و داخل مفصلی منع شده است.
مصرف هیدروکسی زین در زمان اوایل بارداری می‌تواند باعث ناهنجاری‌های جنین شود به‌طور پیش فرض، سازمان غذا و دارو (FDA) دستورالعمل‌های منع مصرف در مورد هیدروکسی زین را هنگام بارداری معرفی کرده است. به‌طور مشابه استفاده در افراد در معرض خطر یا نشان دادن علائم قبلی حساسیت نیز منع مصرف دارد.
مصرف هیدروکسی زین در کنار داروهای ضد افسردگی و سایر ترکیباتی که بر سیستم عصبی مرکزی تأثیر می‌گذارد نیز منع شده است. در صورت ضرورت به تجویز همزمان، فقط بایستی در دوزهای اندک تجویز شود و بیماری از انجام کارهایی مانند رانندگی یا هر عمل دیگری که نیاز به تمرکز مطلق دارد اجتناب نماید.
همچنین مطالعاتی انجام شده است که نشان می‌دهد تجویز هیدروکسی‌زین برای مدت طولانی می‌تواند پس از سال‌ها منجر به دیرجنبانی (tardive dyskinesia) شود.
هیدروکسی زین برای تزریق داخل وریدی (IV) منع مصرف دارد، زیرا نشان داده است که باعث همولیز می شود.

## شیمی
این ماده جز آنتی‌هیستامین‌های دی‌فنیل‌متیل‌پیپرازین است.

### آنالوگ ساختاری
آنالوگ ساختاری هیدروکسی‌زین عبارت اند از: بوکلیزین، ستیریزین، سیناریزین، سیکلیزین، اتودروکسی‌زین، meclizine، و pipoxizine

### سنتز
این ماده از آلکیل‌دار کردن ۱-(۴-کلروبنزهیدریل) پیپرازین با ۲-(۲-کلرواتوکسی) اتانول به وجود می‌آید: